# Marinella (chanson)
Pour les articles homonymes, voir Marinella.
Clip vidéo
[vidéo] « Tino Rossi - Marinella », sur YouTube
[vidéo] « Tino Rossi - Marinella (1936) (au cinéma) », sur YouTube
Marinella est une chanson française et une rumba de Tino Rossi, enregistrée en single chez Columbia Records, et pour la musique de son film musical Marinella, de Pierre Caron, de 1936, un des succès emblématiques de sa carrière et de la chanson française de l'époque.

## Histoire
Le chanteur Corse Tino Rossi est repéré en 1933, à l'âge de 26 ans, par le label parisien de toute sa carrière Columbia Records, alors qu'il commence sa carrière de « Roi des chanteurs de charme » de l'époque sur des scènes de music-hall provençales du continent. Il enregistre alors le Tango de Marilou, un des premiers grands succès de sa carrière. 
Son film musical Marinella, réalisé spécialement pour lui par Pierre Caron, est alors son premier grand succès du cinéma français, un triomphe national, avec les titres de Vincent Scotto (Marinella, Tchi tchi, J'aime les femmes c'est ma folie, Laissez-moi vous aimer) qu'il interprète et joue avec des paroles d'Émile Audiffred, René Pujol et Géo Koger, sur le thème (pour cette chanson) d'une déclaration d'amour à Marinella, avec qui il danse une rumba d'amour « Marinella, reste encore dans mes bras, avec toi je veux jusqu'au jour, danser cette rumba d'amour, son rythme doux, nous emporte bien loin de tout, vers un pays mystérieux, le beau pays des rêves bleus... ».

## Au cinéma
- 1936 : Marinella, film musical de Pierre Caron, interprétée par Tino Rossi[6].

## Reprises et adaptations
Tino Rossi réédite ou réenregistre ce titre sur de nombreuses compilations de sa carrière. La chanson est également reprise entre autres par Fred Gouin (1936), André Verchuren (à l'accordéon, album Les succès de Vincent Scotto, 1961), Marcel Amont (version rock 'n' roll, 1962), Frédéric François (album Les romances de toujours, 2003)...

## Distinctions
La rue Marinella, perpendiculaire au boulevard Tino-Rossi du bord de mer d'Ajaccio, est inaugurée par Tino Rossi le 14 août 1973, dans sa ville corse d'origine, à proximité de sa villa « Le Scudo », actuel musée dédié à l'artiste, de son fils Laurent Rossi, labelisé Maisons des Illustres,.